# Lumière d'arrière-plan extragalactique
Pour les articles homonymes, voir EBL.

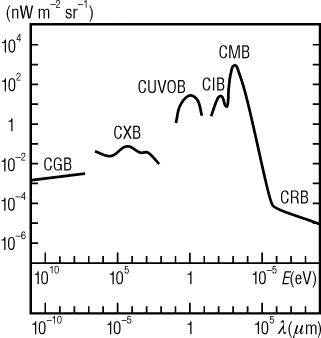
Spectre de radiance d'arrière-plan extragalactique

La lumière d'arrière-plan extragalactique (extragalactic background light ou EBL en anglais) est l'intensité de l'ensemble du rayonnement électromagnétique émis au cours de l'histoire de l'Univers, incluant  la lumière issue des étoiles, des galaxies et des noyaux actifs de galaxies. Le fond diffus cosmologique n'est pas inclus dans la lumière d'arrière-plan extragalactique.